# Burg Šumburk

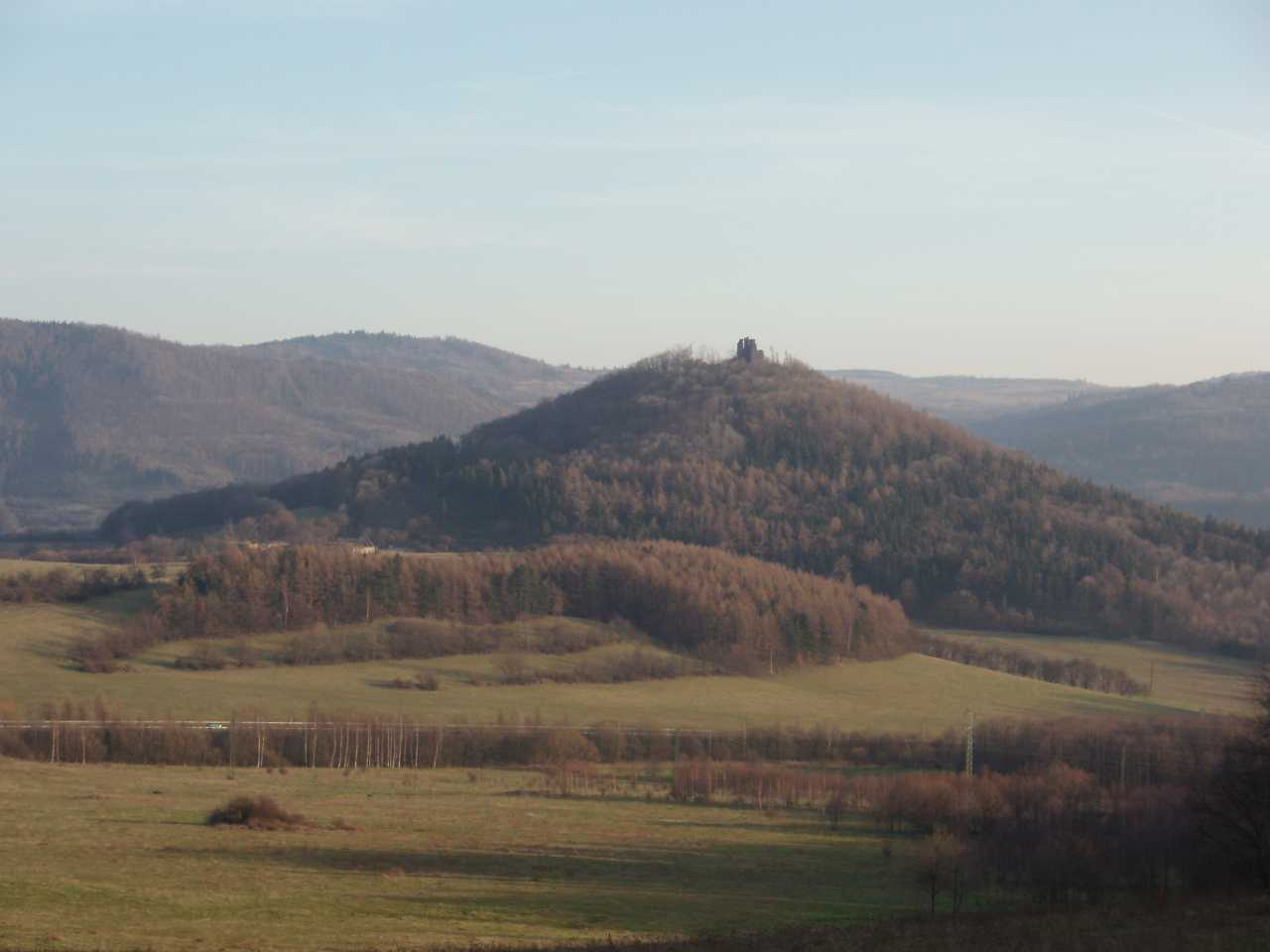
Burg Šumburk auf dem gleichnamigen Berg

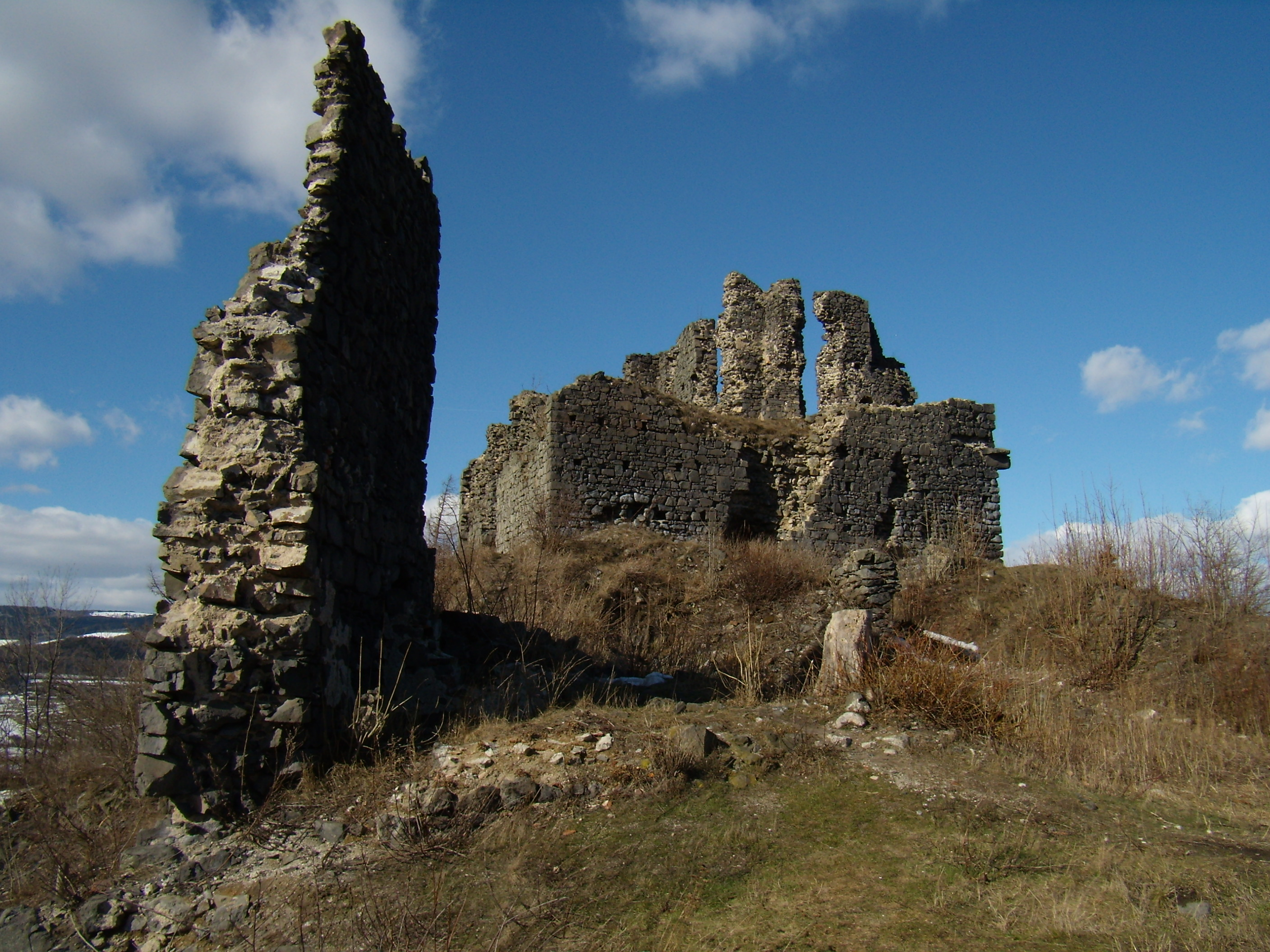
Blick zum Wohnturmrest

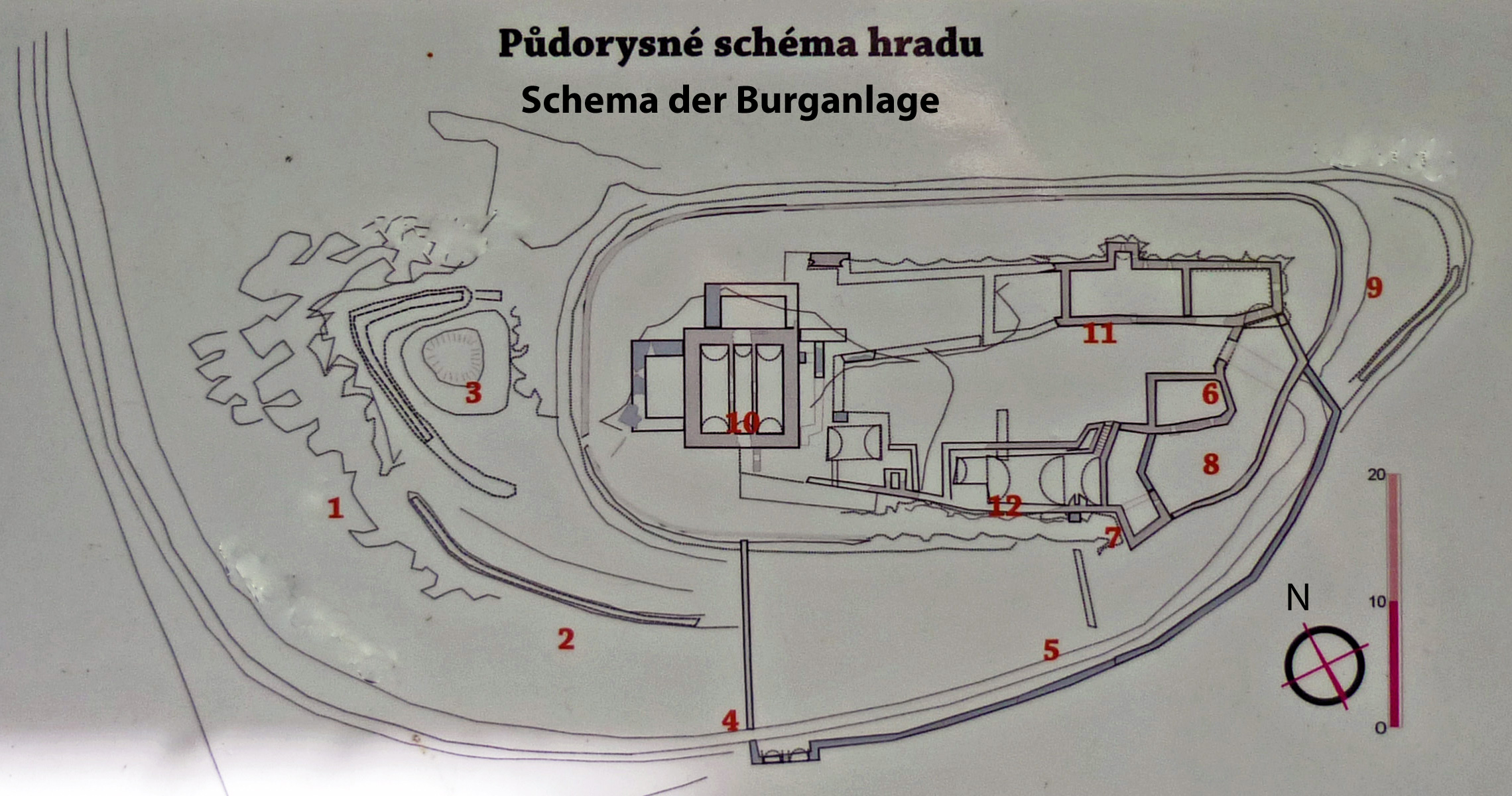
Burgplan: 1 Steinbruch, 2 Befestigung, 3 Vor-Bastion, 4 erstes Tor, 5 zweites Tor, 6 drittes Tor, 7 Turm, 8 Graben, 9 östliches Plateau, 10 Wohnturm, 11 Palas mit Kapelle, 12. Palas

Die heute üblicherweise als Burg Šumburk/Schönburg bekannte Ruine bei Klösterle heißt eigentlich Neuschönburg. Seit 1950 wird sie meist vereinfacht Šumná genannt.
Sie befindet sich auf dem Gipfel des gleichnamigen Kegelberges Šumná im Egergraben bei Perštejn (Pürstein) in Tschechien.  Von der stattlichen Burg sind auch heute noch größere Teile der Außenmauern, des Palases und des großen Wohnturmes erhalten. Am Aufgang zur Burg befindet sich ein barocker Gutshof(Ruine).

## Namensformen
Diese Burg (und die völlig abgegangene ältere Burg „Schönburg“) wird seit dem Mittelalter mit zwei alternativ benutzten Namen in verschiedenen Urkunden, Literatur und Landkarten  benannt:
- Schönburg (tschechisch: Šumburk) oder
- Neuschönburg (tschechisch: Nový Šumburk)

Beide Namen sind historisch belegt. Der Burgberg wird üblicherweise Šumná genannt, was übersetzt auch Schönburg heißen soll.
Die Karte Sachsens von Gerhard Mercator (Amsterodam 1585) bezeichnet Berg und Burg als „Neu Schonberg“.
Die Karte Böhmens von G. Mercator und J. Hondius (Amsterodam 1623) bezeichnet Berg/Burg als „N. Schuburg“.
Auf der „Müllerschen Karte“ (Johann Christoph Müller) von 1720 sind Burg und Berg  als „Schonberg“ eingezeichnet.
Die Karte des Saazer Kreises von Franz Jacob Heinrich Kreibich von 1828 bezeichnet Ort, Berg und Burg als „Schönburg“.

## Geschichte
1435 wurde Šumburk als Nový Šumburk (Neuschönburg) erstmals erwähnt. Begründet wurde die Burg wahrscheinlich von den Herren von Schönburg, denen die Herrschaft Pürstein seinerzeit gehörte. Vermutlich wurde die Burg in Zusammenhang mit der Erbteilung zwischen Alesch (Aleš) und Wilhelm (Vilém) von Schönburg errichtet. Letzterer nannte sich 1435 „zcu Nuenschonenburg“ und gehörte zu den Unterstützern Georg von Podiebrads.
Im Jahre 1442 kamen Herrschaft und Schloss Hoyerswerda in den Besitz des Wilhelm I.  von Schönburg auf der Neuschönburg.
1449 verkaufte er Šumburk wegen zahlreicher Fehden und Besitzkonflikte an Wilhelm d. Ä. von Ileburg. Dieser behielt die Schönburg nur ganz kurze Zeit und veräußerte sie an Apel Vitzthum der Ältere zu Roßla weiter. Vitzthum ließ die Burg vergrößern, nachdem er nach Beendigung des sächsischen Bruderkrieges 1452 der wettinischen Lande (Kursachsen und Herzogtum Thüringen) verwiesen und in Böhmen 1453 als Rat des dortigen Königs eine neue Anstellung fand. Dort hatte er die Herrschaften Klösterle und Neuschönburg erworben.
Die Ausweisung der Vitzthume aus Sachsen war erfolgt, da sie während des Sächsischen Bruderkrieges auf beiden Seiten als Berater tätig gewesen waren, und nachweisbar zu ihren eigenen Gunsten den Kurfürsten falsch beraten hatten.
Die Ritter von Vitzthum erreichten 1512 die Umwandlung ihrer Lehngüter- in Allodialgüter durch König Wladislaw II. Zu Beginn des 16. Jahrhunderts ließen sie die Burg nochmals beträchtlich erweitern. Es entstanden umfangreiche Anbauten an den Wohnturm, ein neuer Palas sowie weitere Wirtschaftsgebäude. Apel IV. von Vitzthum betrieb auf der Burg eine Falschmünzerwerkstatt. Diese wurde 1530 von kaiserlichen Beamten aufgedeckt und Vitzthum, der sich zu der Zeit in Vlašim auf einer Hochzeit befand, floh nach Kursachsen. Er wurde 1531 mit Verlust der Güter bestraft und von Ferdinand I. aus Böhmen verwiesen. 1542 erwarben die Herren von Schönburg erneut die von ihnen errichtete Burg.
Ende des 16. Jahrhunderts brannte Šumburk aus und wurde dann nicht wieder aufgebaut. Zu dieser Zeit wurde der Meierhof unter der Burg renoviert. 1623 überließen die Schönburger die ruinöse Anlage dem Besitzer von Schloss und Herrschaft Klösterle, Christoph Simon Freiherr von Thun, der den gleichzeitig erworbenen Meierhof unterhalb der Burgruine im Barockstil umbauen ließ.
Im 17. Jahrhundert wird die Burg als wüst erwähnt. Der Meierhof unter der Burg ist zum ersten Mal im Jahre 1512 erwähnt und das im Zusammenhang mit der Freilassung der Burg aus der Lehnverbindung. Der barocke vierseitige Meierhof unterhalb der Burg verfiel nach 1946 ebenfalls zu einer Ruine. Er wird auf einer deutschsprachigen Wanderkarte des Jahres 1939 als „Alt-Schönburg“ betitelt.
In der Umgebung des Meierhofes bestand bis nach 1945 ein Dorf namens Schönburg (tschechisch Šumná; auch: Šumburk, Dvůr Šumná, Hof Schönburt, Schemrich, Šenburk).
Seit der Schlacht am Weißen Berg und der folgenden Ausweisung der Vitzthume, gehörte die Burg(ruine) und der Meierhof bis 1945 der Familie von Thun und Hohenstein mit Sitz auf Schloss Klösterle.

## Panaoramaansichten

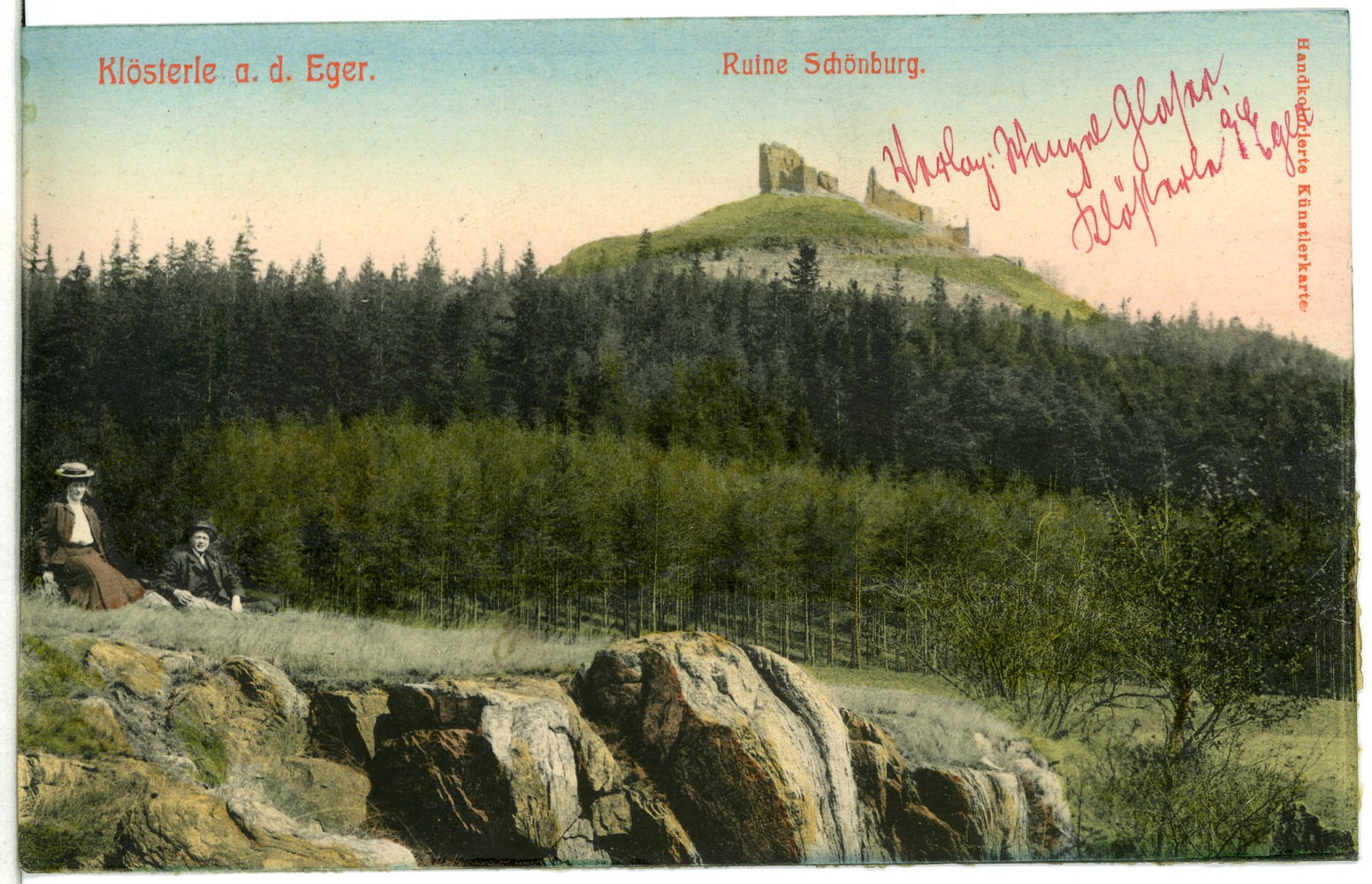
im Jahre 1910 (Postkarte)
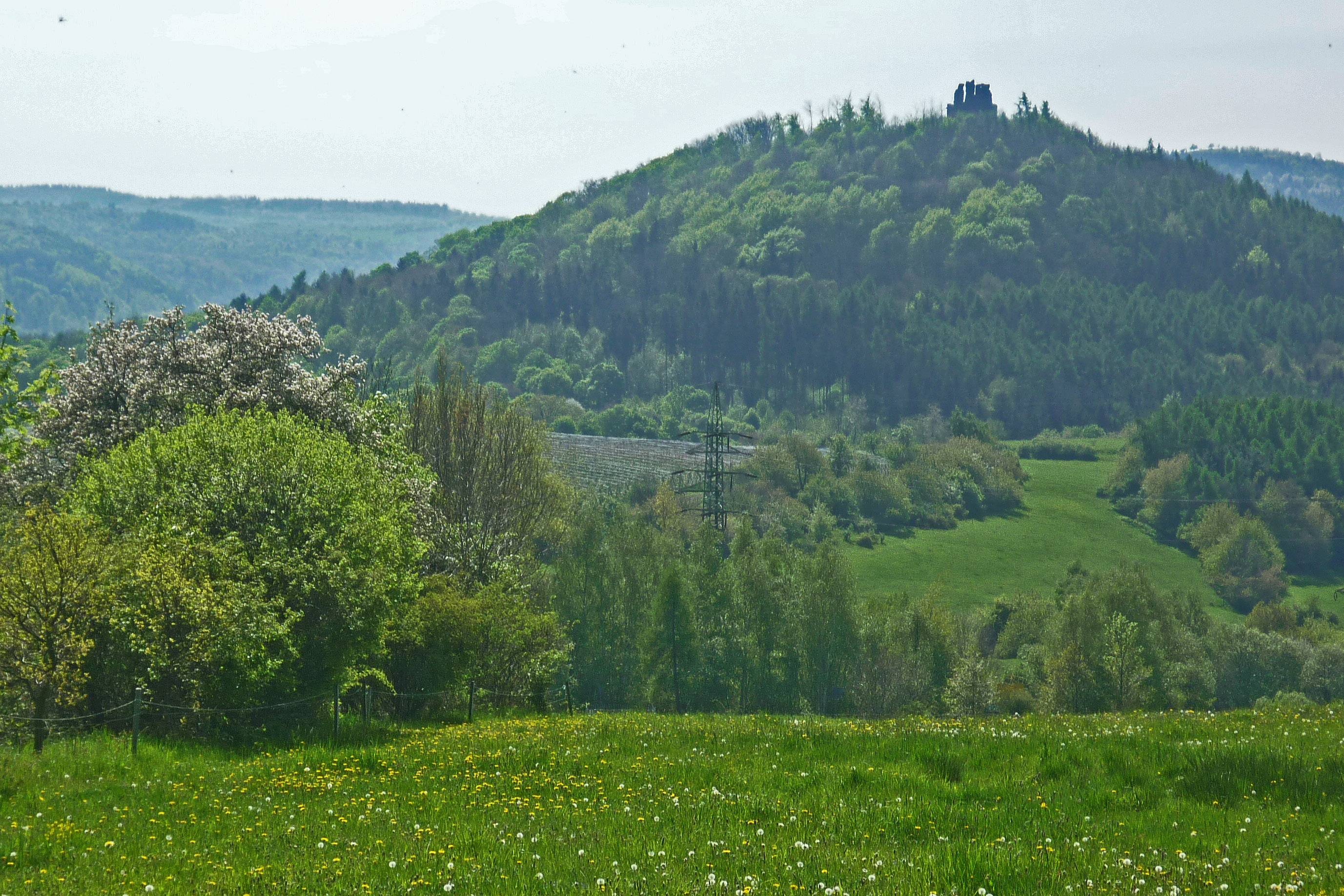
von Nordwesten
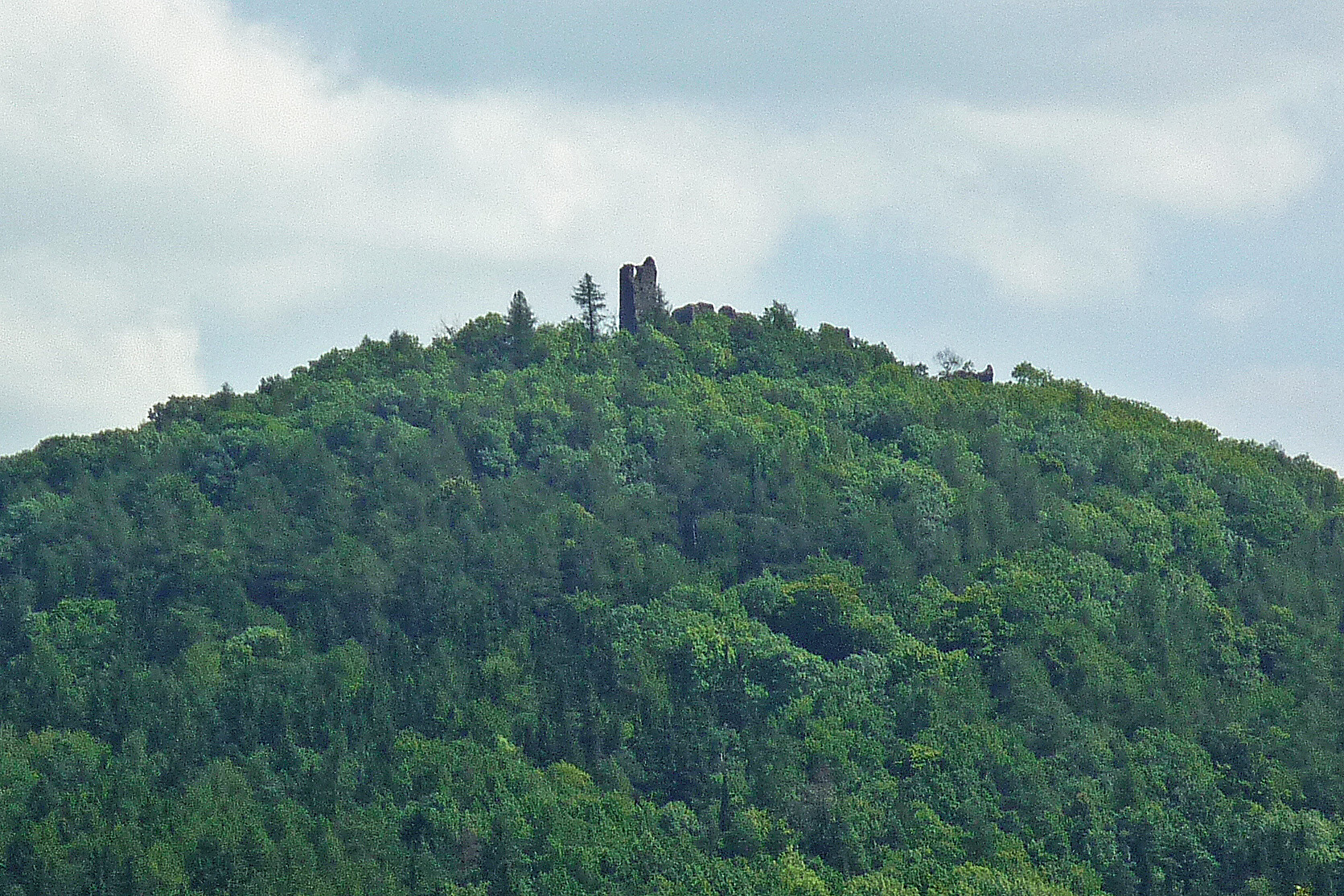
von Westen
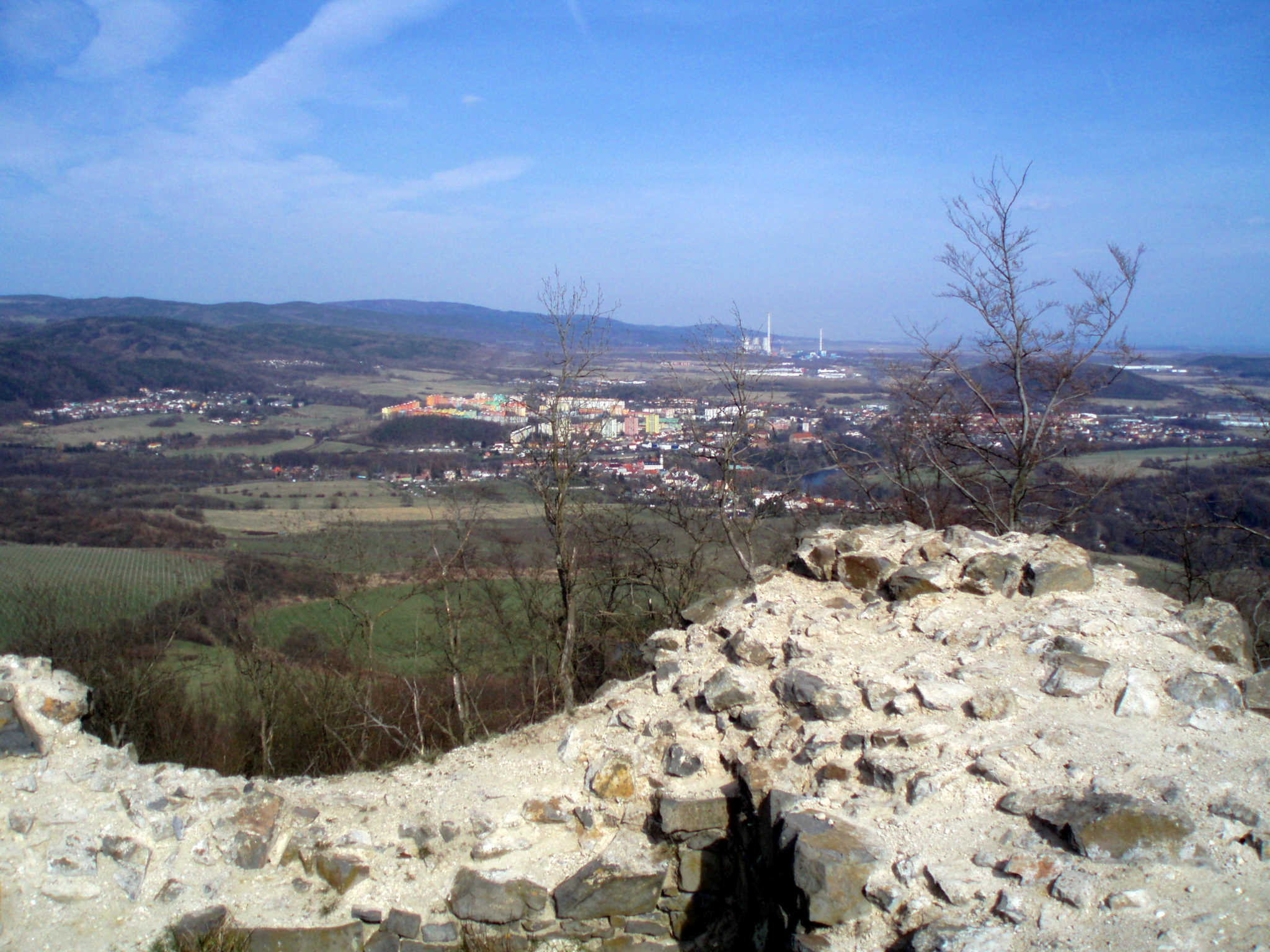
Blick nach Nordosten auf die Stadt Klösterle

## Kernburg

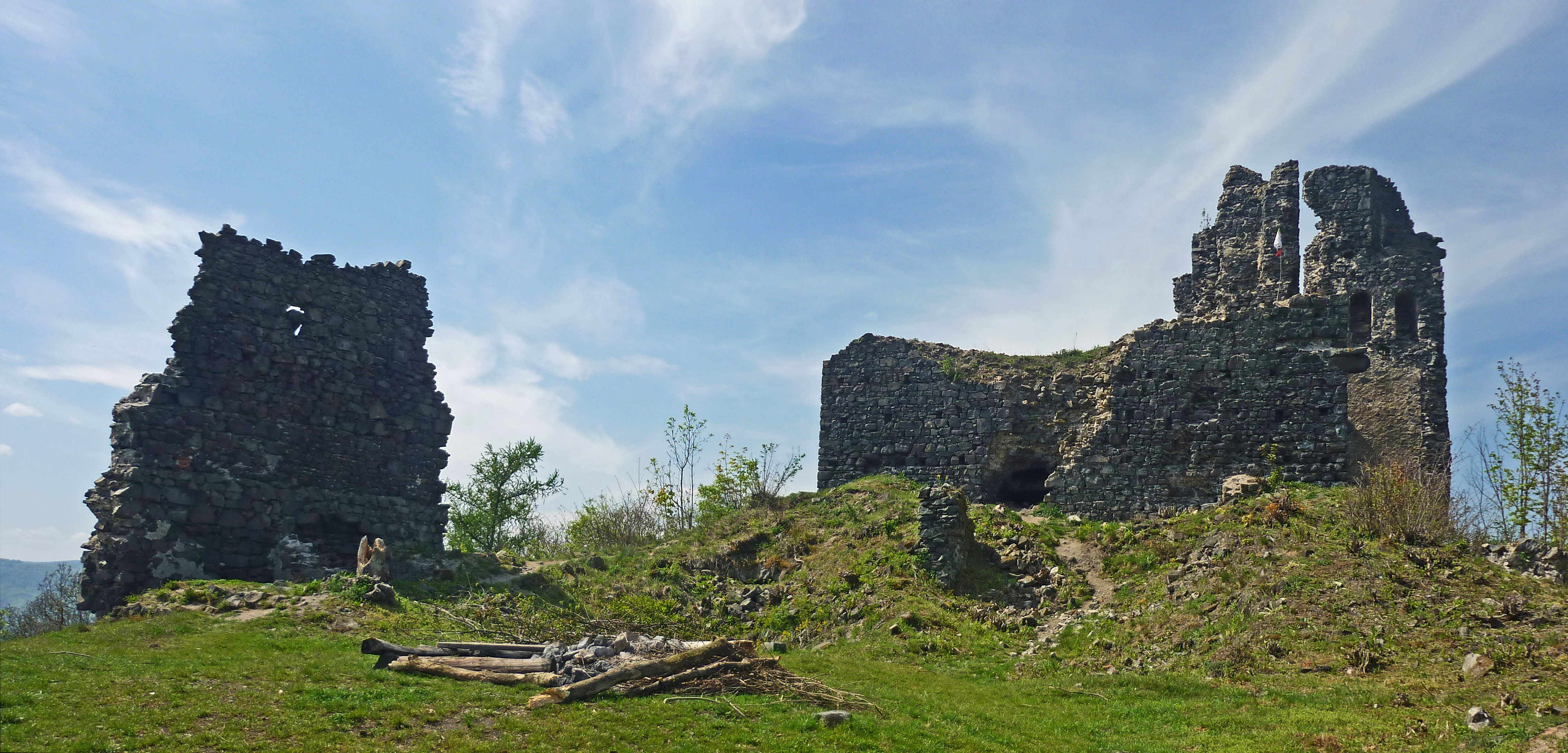
Ringmauerrest und Wohnturmruine der Kernburg, Blick nach Westen
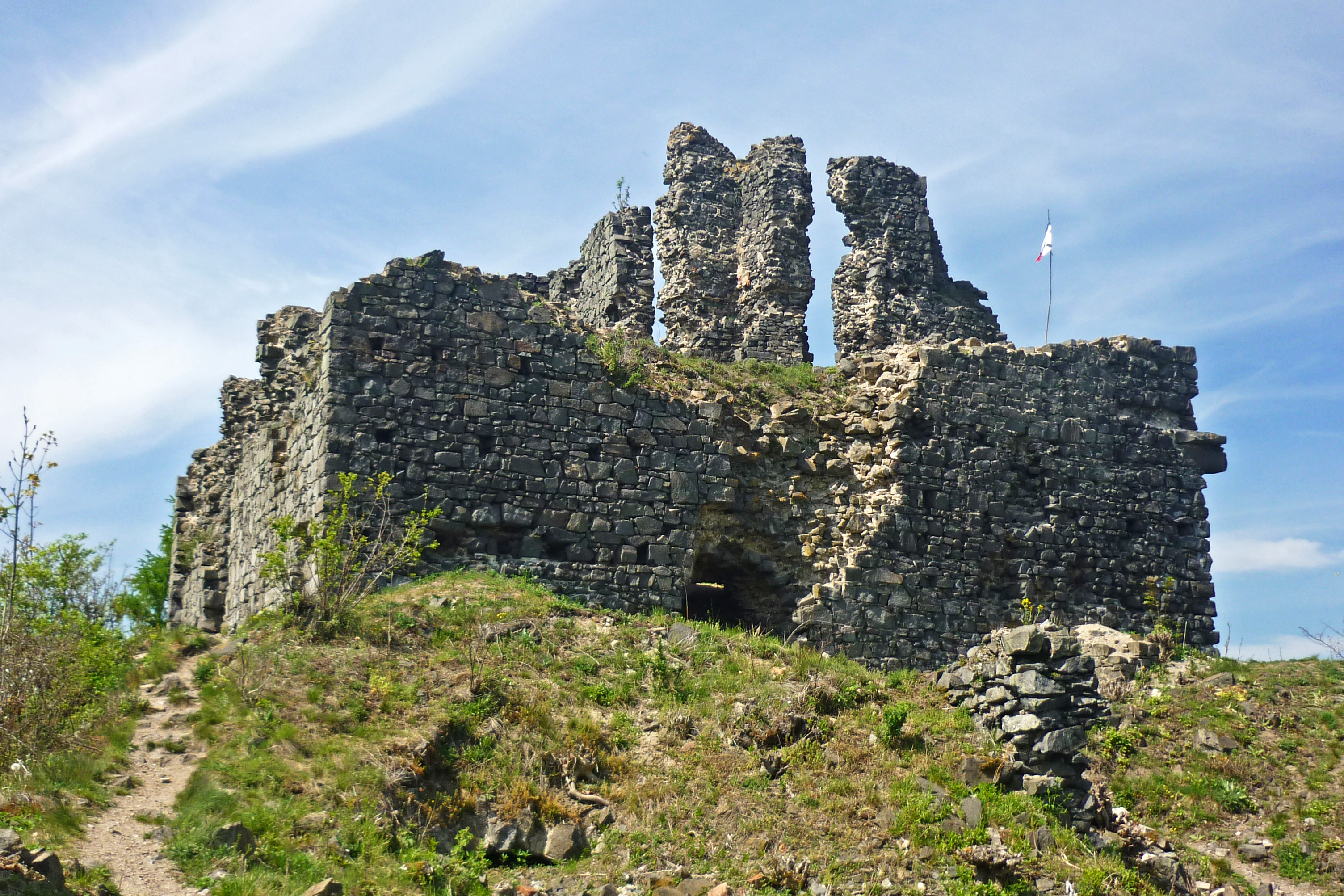
Wohnturmrest
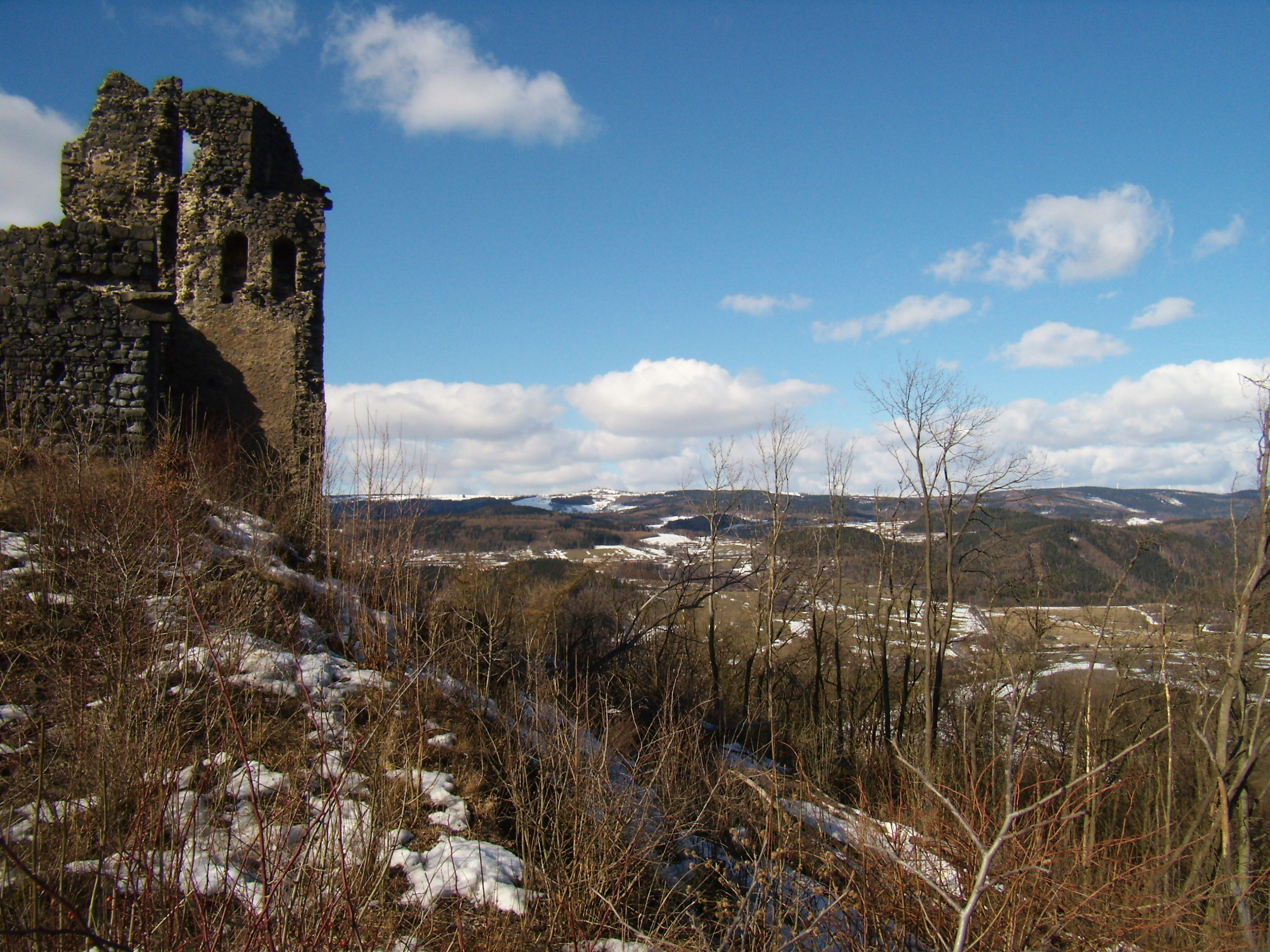
Wohnturm, höchster erhaltener Mauerteil der Nordwestseite
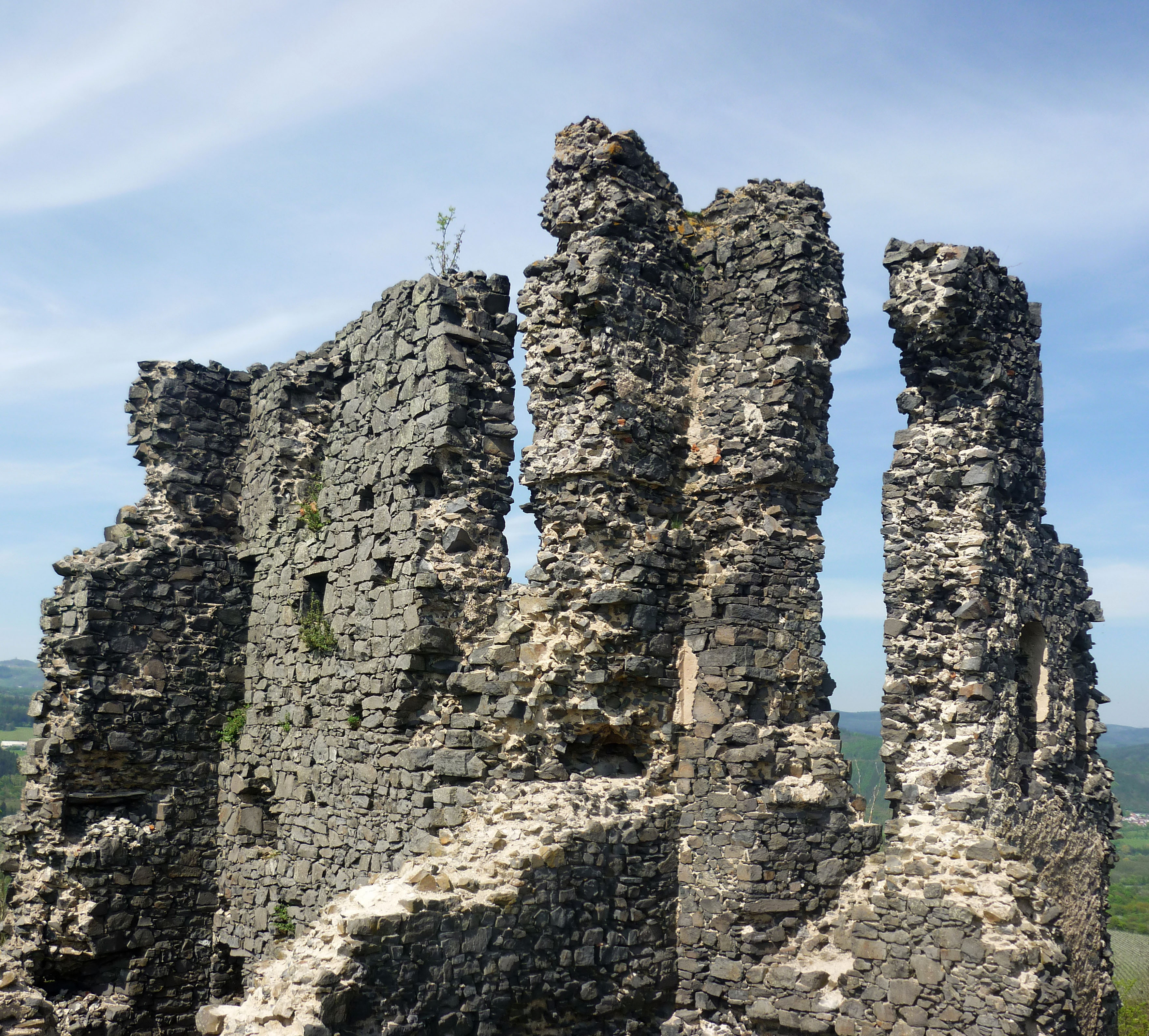
Mauerwerk des Wohnturmes

## Vorburg

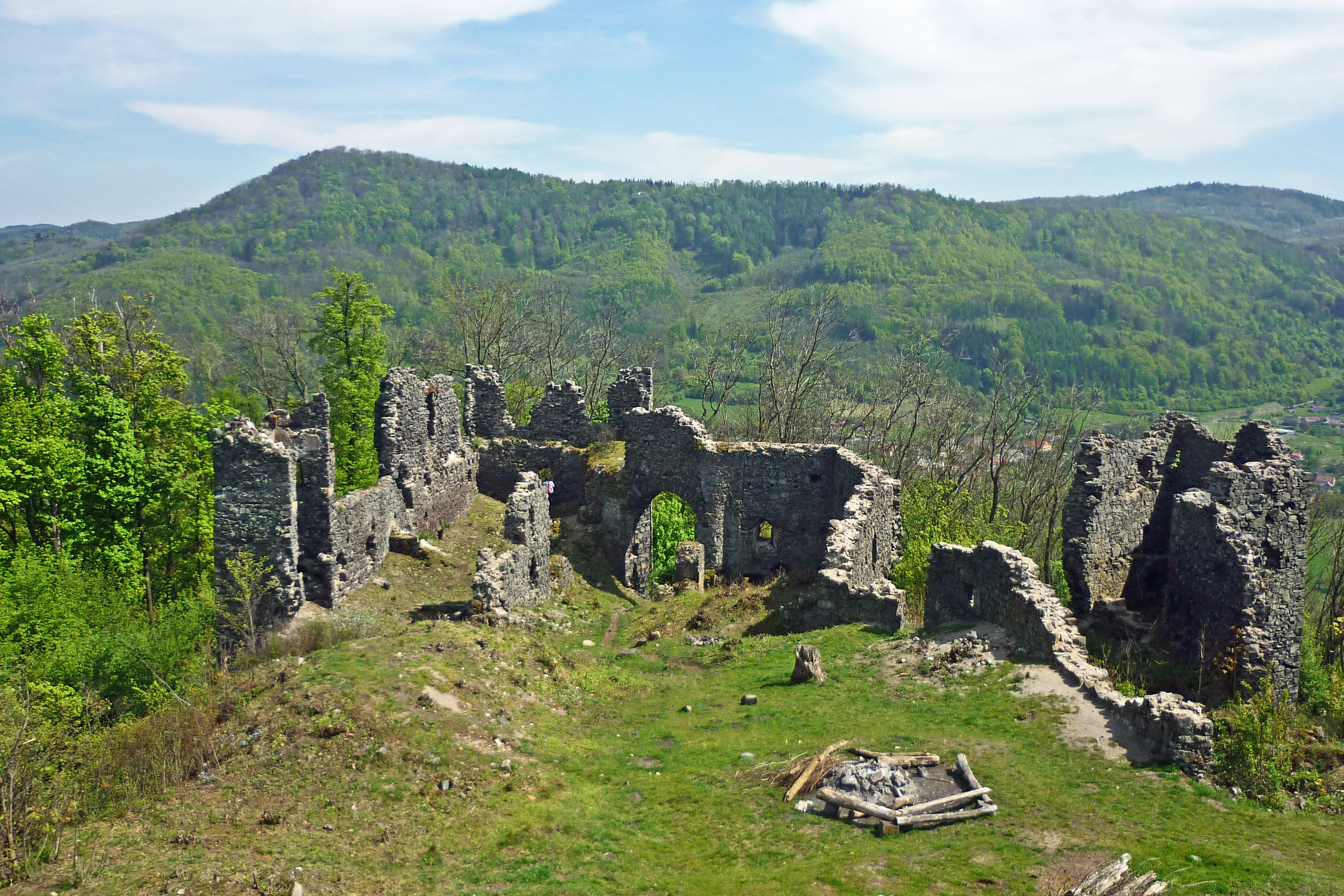
Blick vom Wohnturm auf die erste Vorburg (nach Südosten)
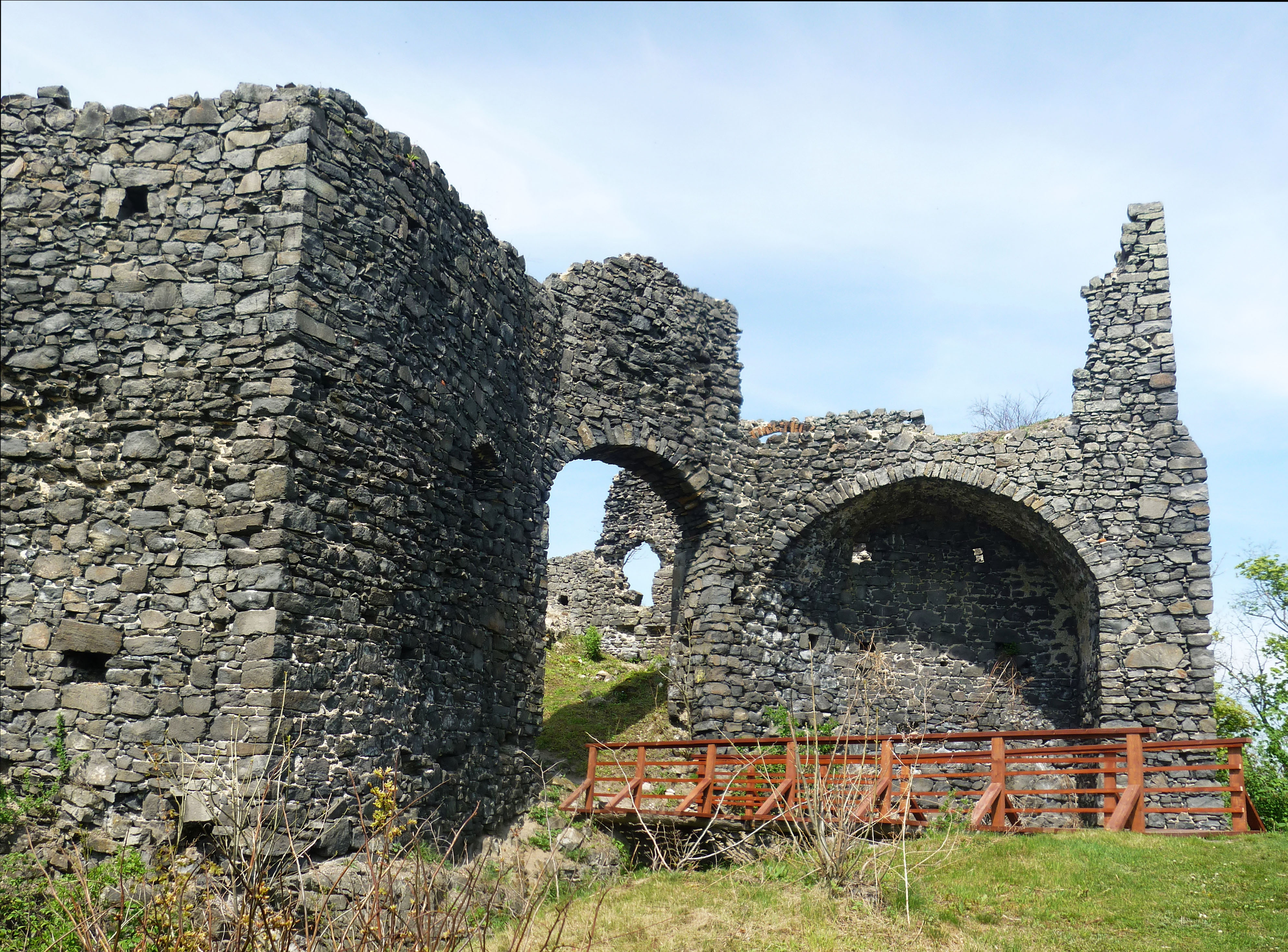
drittes Burgtor mit Brücke über den Halsgraben vor der ersten Vorburg
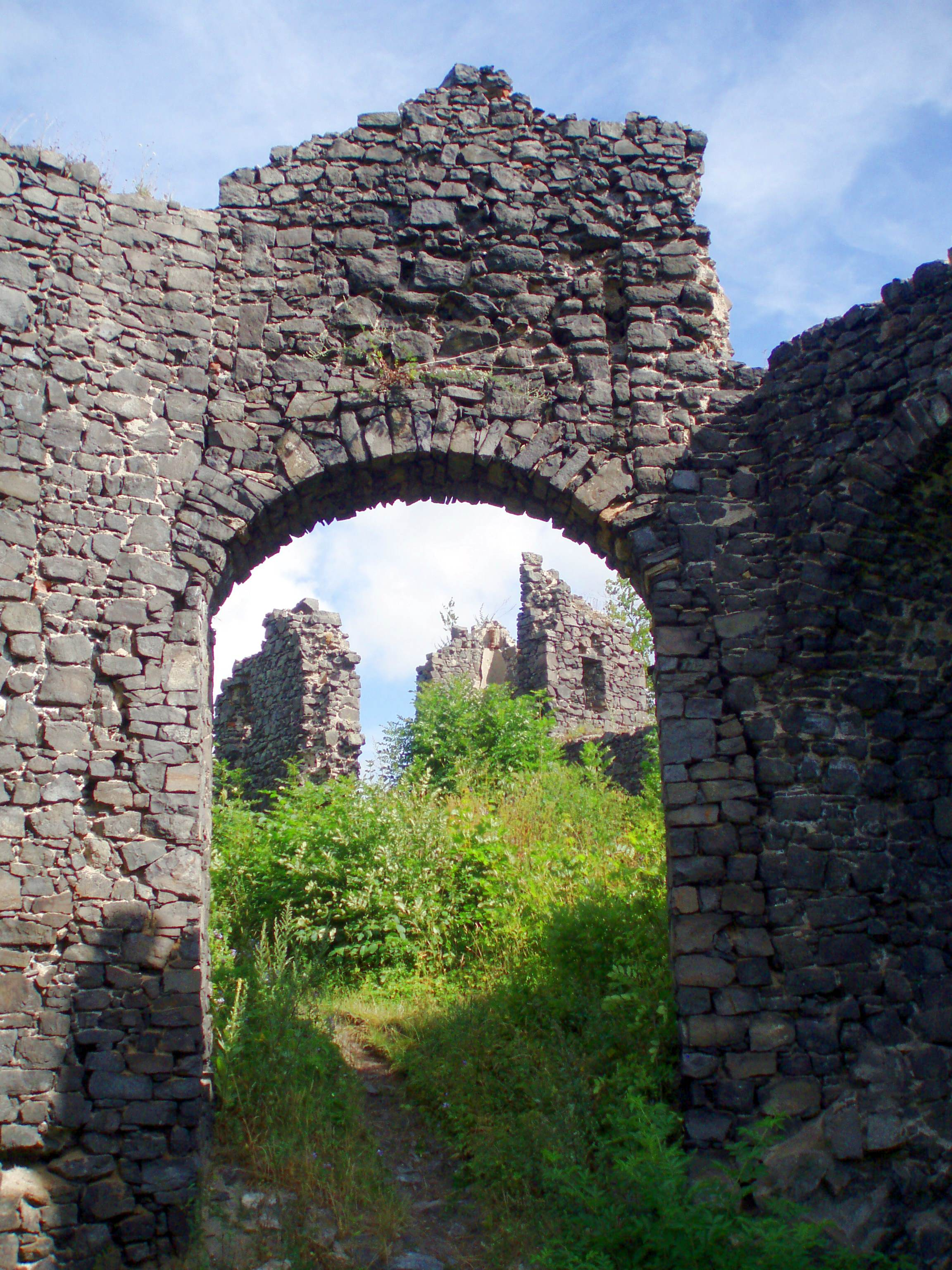
Blick durch das dritte Tor in die (erste) Vorburg
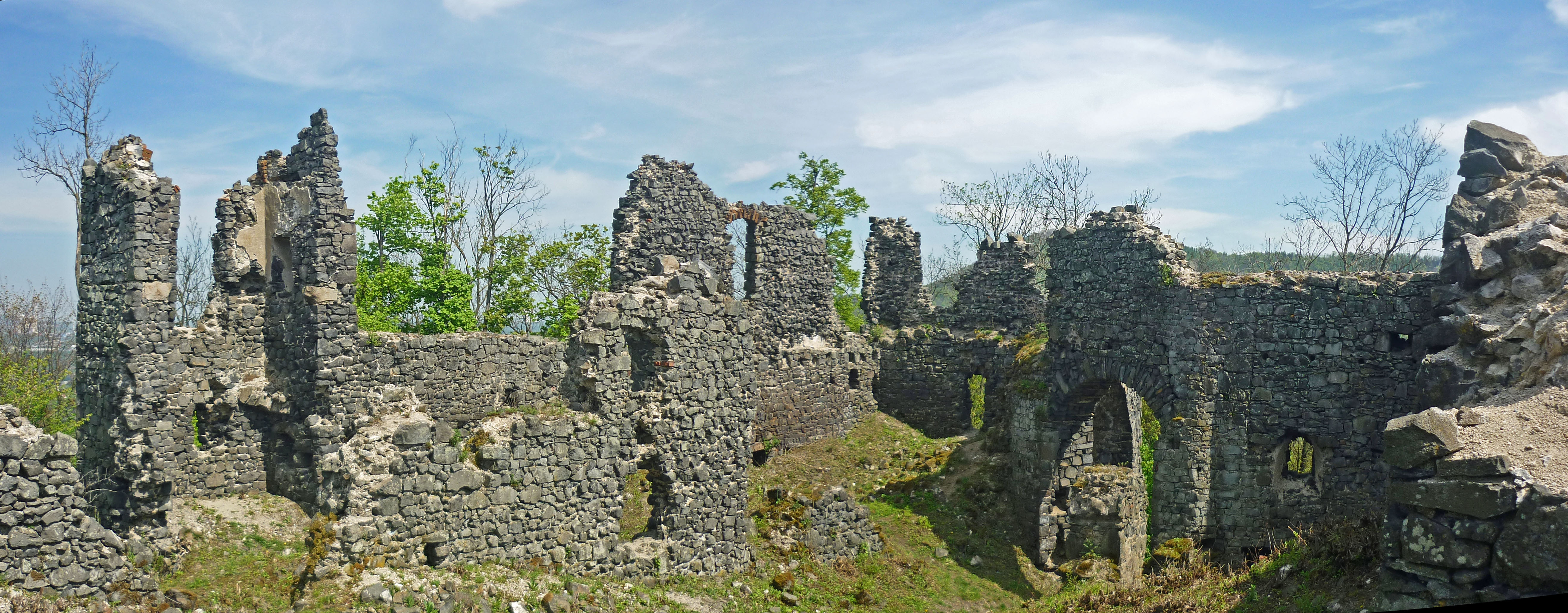
In der (ersten) Vorburg, Schalentürme, Ringmauer und äußeres Burgtor(rechts)
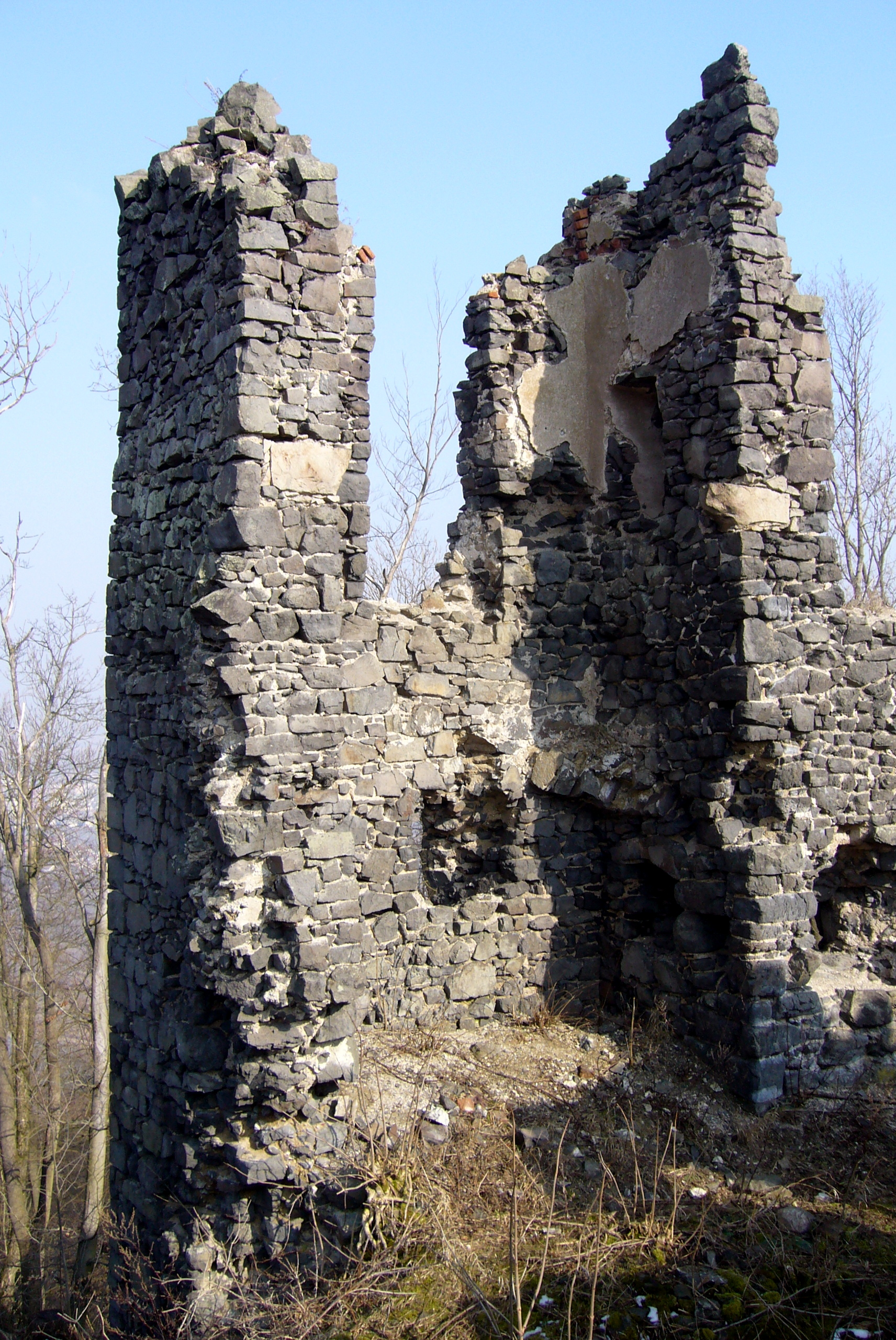
eckiger Schalenturm der Ostmauer in der ersten Vorburg

## Hinweise zu einer wohl abgegangenen Vorgängeranlage „Schönburg“
Von 1990 bis 1991 zeigte das Museum Schloss Hinterglauchau  eine Sonderausstellung „Die Schönburger, Wirtschaft, Politik, Kultur“. Es wurde eine gleichnamige Broschüre dazu herausgegeben, die von mehreren Fachleuten verschiedener Fachrichtungen erstellt wurde. Mehrere Museumsmitarbeiter besuchten im Vorfeld der Ausstellung die ehemaligen Burgen der Schönburger in Tschechien. Im Kapitel „Schönburgische Besitzungen im Überblick“ steht dazu auf S. 15 folgendes Zitat:
„Der böhmische Besitz des Hauses Schönburg konzentrierte sich auf eine Reihe von Burgen und Herrschaften im oberen Egertal, in der näheren und weiteren Umgebung von Klösterle (heute Klášterec). Dazu gehörte die Schönburg, eine Anlage aus dem frühen 14. Jahrhundert, der jedoch bald die etwas jüngere, nördlich gelegene Neuschönburg vorgezogen wurde“.
Dies bedeutet offenbar das eine andere – ältere – Schönburg an anderem Platze existierte und die heute landläufig als „Schönburg“ betitelte Burg in Wahrheit die jüngere „Neuschönburg“ ist. Auf dem Berg Šumná befindet sich also die „Neuschönburg“ und am Fuße dieses Berges der ruinöse Meierhof. Laut Beschreibung müsste die ursprüngliche Schönburg also südlich vom Berg Sumna mit der Neuschönburg liegen.
Dies würde auch die zwei verschiedenen Namen in historischen Urkunden erklären.
Bemerkenswert ist, dass der  Hobbyhistoriker Viktor Karell im Jahre 1936 in seinem Buch „Burgen und Schlösser des Erzgebirges und Egertales“ im Artikel „Neu-Schönburg“ (S. 35–40) die Neuschönburg mit dem Meierhof behandelt, aber mit keinem Wort erwähnt, dass es eine Vorgängerburg „Schönburg“ an anderem Platze gegeben hatte.
Es kann wohl davon ausgegangen werden, dass von der älteren „Schönburg“ heute nichts erhalten ist, diese Burg also eine wüste Burgstelle (Burgstall)/abgegangene Burg ist. Da in der Bevölkerung die Existenz der älteren Schönburg wohl vergessen wurde, wurde letztlich der Name Schönburg auf die heute als große Ruine noch existierende Neuschönburg übertragen. Laut Bezirksmuseum Chomutov existiert keine Literatur zur älteren Schönburg.
Matthias Donath erwähnt die böhmischen Burgen Schönburg und Neuschönburg kurz (Zitat): „Im frühen 14. Jahrhundert konnten sie (die Schönburger) Grundbesitz in Nordböhmen erwerben, wo sie die Burgen Schönburg und Neuschönburg gründeten“.

## Sagen
Es existieren mehrere Sagen zur Schönburg:
- Wein aus dem Schlosse Schönburg
- Der Katzengraben um Schönburg